# Ema Vesely

Ema Vesely (Zagreb, 11. travnja 1939.), hrvatska radijska novinarka, radijska voditeljica i prevoditeljica i autorica radijskih emisija.

## Životopis
Rođena je u Zagrebu 11. travnja 1939. godine. Maturirala je na gornjogradskoj klasičnoj gimnaziji u Zagrebu, a 1964. diplomirala je hrvatsku književnost i francuski jezik na Filozofskom fakultetu Sveučilišta u Zagrebu. U Rimu boravi od 1966. godine. Ondje studira teologiju i radi na hrvatskom programu Radio Vatikana kao novinarka, voditeljica, prevoditeljica i autorica mnoštva emisija. Čland je uredničkog vijeća časopisa za religioznu kulturu Obnovljeni život, njegova dugogodišnja suradnica i autorica brojnih članaka i studija o suvremenim temama iz života Crkve. Autorica knjiga: «Povijest Jubileja: Od Sumerana do hrvatskih romara» (2000.) i «Izbor pape. Od sv. Petra do Ivana Pavla II» (2005.).